# Gwoza
Gwoza és una ciutat de Nigèria, capital de la LGA (Local Government Area) del mateix nom a l'estat de Borno. Es troba a 135 km al sud-est de Maiduguri, capital de Bornu. És capital tanmateix de l'emirat tradicional de Gwoza i a la zona hi ha la màxima activitat de Boko Haram. La LGA té una superfície de 2.883 km² i una població de 276.312 habitants.